# Lil Troca
Enzo Tomás Giménez (Cutral Co, Neuquén, 27 de noviembre de 2002), más conocido por su nombre artístico Lil Troca, es un rapero argentino, activo en géneros como el rap, el boom bap y el trap. Además de su carrera como solista, hace parte de la MDBCrew junto a otros artistas como Homer el Mero Mero, C.R.O., Franky Style y Chulu.

## Biografía

### Primeros años e inicios en la música
Giménez nació el 27 de noviembre de 2000 en Cutral Co, Provincia de Neuquén. Su hermano mayor es Lucas Darío Giménez, cantante y rapero conocido por su nombre artístico Homer el Mero Mero. Desde una temprana edad empezó a interesarse por el hip hop, y a los dieciséis años publicó su primer sencillo, titulado «Lágrimas».
Dos años después se trasladó a la capital Buenos Aires para dedicarse de forma definitiva al negocio de la música. Tras publicar el EP Nena mala y cerca de diez sencillos, en 2019 participó junto a C.R.O. y Homer el Mero Mero en la gira Chicos del Barrio Tour con la MDBCrew, presentándose en varias ciudades de Argentina y México.

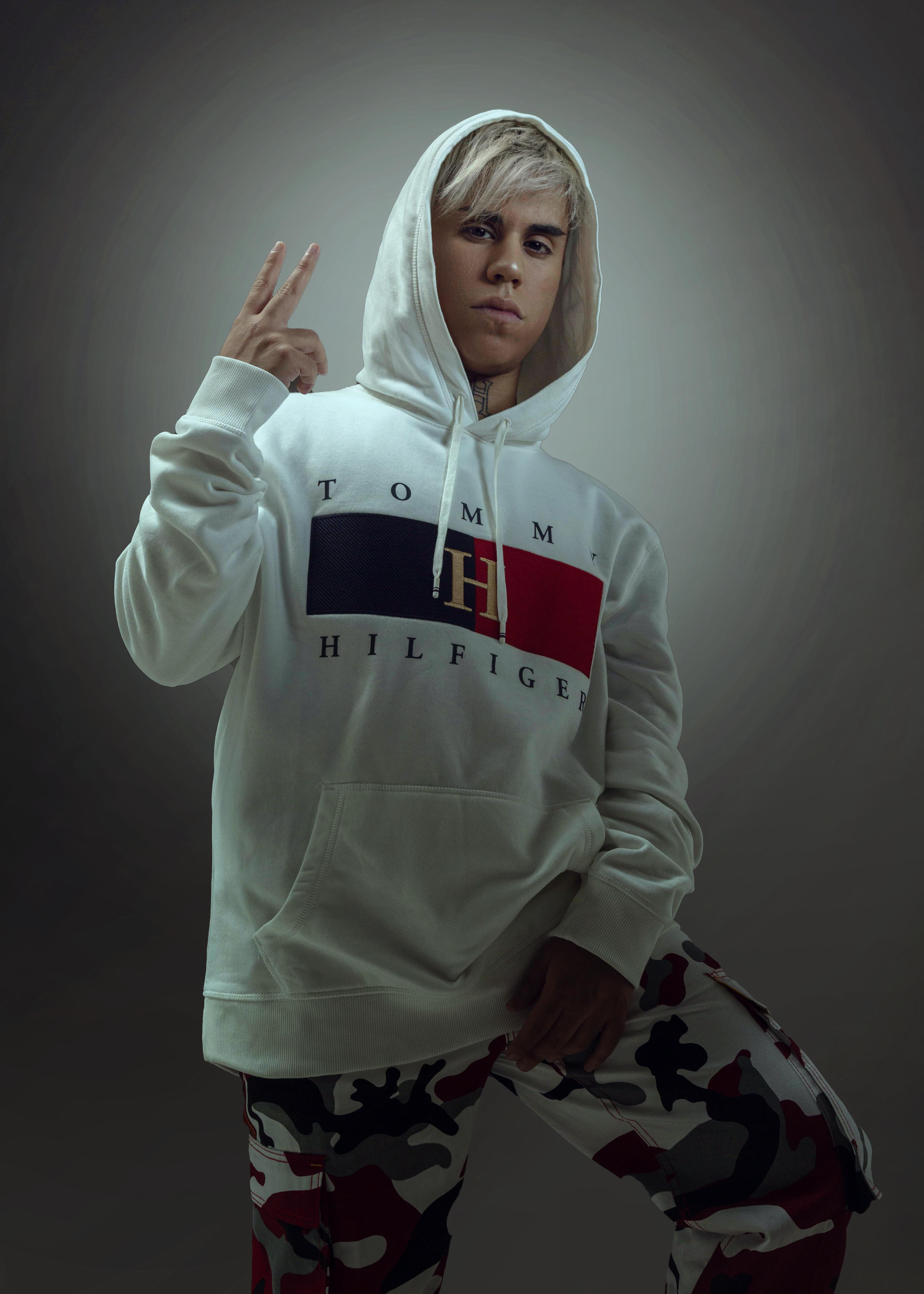
Lil Troca.

En 2020 participó en el álbum La fiesta es de nosotros de la agrupación Bardero$, colaboró con artistas como Dellalowla, Franky Style, Nahuel The Coach y Franux BB para publicar nuevos sencillos, y publicó junto a su hermano la canción «Domador Remix». Un año después unió fuerzas con Lucho SSJ para publicar «Aeropuerto», una de sus canciones más populares, y registró colaboraciones con artistas como Xina Mora, Dellalowla, Negro Dub y Yael YTBM, entre otros. También en 2021 presentó las canciones «Siempre sale el sol» y «All Black» a través de Casaparlante Argentina, un proyecto audiovisual liderado por la distribuidora digital MOJO.

### Actualidad
En mayo de 2022 publicó «Impostora», una balada acompañada de un videoclip.Acto seguido, colaboró con la cantante argentina Poli en la canción «Modo avión», producida por Alfredo Mars. Ese mismo año realizó una nueva colaboración con el artista Lucho SSJ en la canción «Joseando», y estrenó el sencillo «No lo creo» junto a Joaco Tdeb y Franux BB.
Inició el año 2023 publicando la canción «La renta» junto con el artista español We$t Dubai,seguida del sencillo «Bad Boy», producido en la ciudad de Madrid por el DJ y productor Blasfem. A mediados de año colaboró con el artista mexicano Yubeili en la canción «Bésame»,y estrenó un sencillo en colaboración con su hermano, titulado «Pa' morir se nace».Otros de sus lanzamientos destacados en 2023 incluyen «Diamante en bruto» (con Franky Style y C.R.O.), «Traición» (con Zica), «Hoy me levanté» (con Pekeño 77, Lucho SSJ, C.R.O. y Harry Nach) y «Los pumas».

## Discografía
| Año  | Título                | Colaboración                             |
| ---- | --------------------- | ---------------------------------------- |
| 2019 | «Nena mala»           |                                          |
| 2019 | «Billie»              |                                          |
| 2019 | «Corazón»             |                                          |
| 2019 | «I'm a Fckin Rapper»  |                                          |
| 2019 | «Lágrimas 2.0»        |                                          |
| 2019 | «Tres soles»          |                                          |
| 2019 | «Zorros»              |                                          |
| 2019 | «Mujer»               |                                          |
| 2019 | «Cooperfield»         |                                          |
| 2020 | «Cash»                | Dellalowla                               |
| 2020 | «Lágrimas»            | C.R.O.                                   |
| 2020 | «Regret»              | Dellalowla                               |
| 2020 | «Ya no»               | Dellalowla                               |
| 2020 | «Fly»                 | Franky Style                             |
| 2020 | «No me mencionen»     |                                          |
| 2020 | «Siempre sale el sol» |                                          |
| 2020 | «Baron B»             | Franky Style                             |
| 2020 | «No me llama»         | Nahuel The Coach                         |
| 2020 | «Domador Remix»       | Franux BB, Homer el Mero Mero            |
| 2021 | «Let's Get It»        |                                          |
| 2021 | «No queda nada»       |                                          |
| 2021 | «Madrugada»           | C-Kan, Homer el Mero Mero, Negro Dub     |
| 2021 | «Luna Llena»          | Dellalowla                               |
| 2021 | «Aeropuerto»          | Lucho SSJ                                |
| 2021 | «Benzo»               |                                          |
| 2021 | «Polaris»             | Yael YTBM, Falke 912                     |
| 2021 | «Perdón mamá»         | Homer el Mero Mero, Dellalowla           |
| 2021 | «Miento»              | Rico Rosa, Xina Mora                     |
| 2021 | «Detener»             | France, Lucho SSJ                        |
| 2021 | «All Black»           | Dellalowla                               |
| 2022 | «No lo creo»          | Joaco Tdeb, Franux BB                    |
| 2022 | «Impostora»           |                                          |
| 2022 | «Modo avión»          | Poli                                     |
| 2022 | «Fugitivo Vol. 14»    | Rico Rosa                                |
| 2022 | «Joseando»            | Lucho SSJ                                |
| 2023 | «La renta»            | We$t Dubai                               |
| 2023 | «Bad Boy»             |                                          |
| 2023 | «Traición»            | Zica                                     |
| 2023 | «La primera vez»      |                                          |
| 2023 | «Bésame»              | Yubeili                                  |
| 2023 | «Pa' morir se nace»   | Homer el Mero Mero                       |
| 2023 | «Diamante en bruto»   | Franky Style, C.R.O.                     |
| 2023 | «Hoy me levanté»      | Pekeño 77, Lucho SSJ, C.R.O., Harry Nach |
| 2023 | «Los Pumas»           |                                          |